# Wojciech Tyciński
Wojciech Jerzy Tyciński (ur. 1959 w Warszawie) – polski urzędnik i dyplomata w stopniu ambasadora tytularnego; Konsul Generalny w Toronto (1994–1999), Edynburgu (2001–2005) i Lyonie (2009–2013). W latach 2018–2023 ambasador nadzwyczajny i pełnomocny RP w Macedonii Północnej.

## Życiorys
Ukończył w 1983 politologię na Uniwersytecie Warszawskim oraz kurs prawa międzynarodowego w Akademii Prawa Międzynarodowego w Hadze.
Po odbyciu służby wojskowej podjął w 1985 pracę w Instytucie Krajów Socjalistycznych Polskiej Akademii Nauk, gdzie zajmował się historią powojennej Czechosłowacji. W 1991 rozpoczął pracę w Ministerstwie Spraw Zagranicznych. W 2001 został mianowany urzędnikiem służby cywilnej. Jego aktywność zawodowa związana była i jest przede wszystkim z pionem konsularno-polonijnym, w którym zajmował stanowiska dyrektorskie.
Uczestniczył w negocjacji dwustronnych traktatów o współpracy z Ukrainą, Litwą, Rosją i Białorusią w pierwszej połowie lat 90. Trzykrotnie był konsulem generalnym – w Toronto (1994–1999), Edynburgu (2001–2005) oraz Lyonie (2009–2013). 27 września 2018 został ambasadorem RP w Macedonii, a od 12 lutego 2019, w związku ze zmianą nazwy państwa, w Macedonii Północnej. Kadencję zakończył 15 marca 2023.
Żonaty z Małgorzatą. Ma córkę Martę. Zna biegle język angielski oraz francuski. 